# ولینگتون سانچز
ولینگتون سانچز (انگلیسی: Wellington Sánchez؛ زادهٔ ۱۹ ژوئن ۱۹۷۴) یک بازیکن فوتبال اهل اکوادور است.
وی همچنین در تیم ملی فوتبال اکوادور بازی کرده‌است.